# Trébons-de-Luchon
Trébons-de-Luchon település Franciaországban, Haute-Garonne megyében. Lakosainak száma 8 fő (2022. január 1.). Trébons-de-Luchon Saccourvielle, Cazarilh-Laspènes, Saint-Aventin és Benque-Dessous-et-Dessus községekkel határos.

## Népesség
A település népessége az elmúlt években az alábbi módon változott:
| Lakosok száma | 13   | 13   | 13   | 5    | 6    | 4    | 5    | 7    | 7    | 8    |
|               | 1968 | 1982 | 1990 | 2006 | 2013 | 2015 | 2017 | 2019 | 2020 | 2022 |